# Sint-Pieterskerk (Nieuw-Koudekerke)
De Sint-Pieterskerk (Frans: Église Saint-Pierre) is een parochiekerk in de gemeente Nieuw-Koudekerke, gelegen aan de Rue des Platanes nr. 14, in het Franse Noorderdepartement.

## Geschiedenis
De kerk werd gesticht om een zich uitbreidende voorstadswijk van een gebedshuis te voorzien. De kerk werd gebouwd in 1959-1960 naar ontwerp van Emmanuel Maes.
De kerk werd gebouwd op een perceel dat door een oud-marine-officier werd geschonken onder voorwaarde dat de kerk aan Petrus (Sint-Pieter) zou worden gewijd.

## Gebouw
Het betreft een zaalkerk in de stijl van het naoorlogs modernisme. De kerk, die 600 zitplaatsen bevat, heeft een rechthoekige plattegrond. Voor de kerk is een klokkentoren gebouwd, getooid met een groot kruis. De belichting van de kerkruimte komt tot stand door de voorgevel en door een venster naast het altaar.